# Kvarteret Axel
Kvarteret Axel i Ronneby anlades efter 1864 års stadsbrand och platsen där kvarteret ligger har sedan medeltiden använts för verksamheter som dragit nytta av vattenkraften i Ronnebyån. Efter stadsbranden flyttades stadens fattighus in från landsbygden till kvarteret på en tomt mot Kungsgatan. Enligt historiska kartor finns det belägg för att platsen använts för garveriverksamhet ända sedan 1719. En av de mer välkända verksamheterna var Weltings garverifabrik som bildades 1925 då ingenjör John Beijer köpte en existerande garverifabrik med verksamhet sedan 1847. Syftet med garveriverksamheten var att behandla läder genom förädling till exempelvis skor och andra läderprodukter. Garveriet har tidigare haft en vattenränna genom kvarterets norra del som en avledare från Ronnebyån för att förse fabriken med vattenkraft och vatten. Denna ränna finns det dock inte några synliga spår av efter att garveriverksamheten lades ned.
När verksamheten upphörde 1969 revs husen och ersattes med en vårdcentral för primärvården, uppförd av Landstinget i Blekinge Län. När sedan landstinget inte längre var i behov av vårdcentralen i samband med byggandet av ett hälsocenter i stadens södra del övergick kvarteret 2012 återigen i privat ägo. Hela kvarteret tillsammans med den västra delen av innerstaden omfattas av fornlämningen RAÄ Ronneby 214:1 som utgör den medeltida stadens utsträckning.